# Caproni Ca.7
Il Caproni Ca.7 fu il settimo modello di aeroplano progettato dal pioniere dell'aviazione trentino Gianni Caproni.

## Storia del progetto
Gianni Caproni iniziò a occuparsi della progettazione del Ca.7 nei primi anni 1910; si trattava del primo aereo Caproni concepito come plurimotore, dopo le esperienze svolte da Caproni a partire dal 1910 con i monomotori dal Ca.1 al Ca.6.
Il fatto che si tratti del primo velivolo plurimotore Caproni fa sì che esso sia considerato il precursore dei grandi bombardieri realizzati dall'ingegnere trentino durante la prima guerra mondiale.

## Tecnica
Il progetto del Caproni Ca.7 concerneva un biplano dotato di un doppio sistema di impennaggi orizzontali, montati rispettivamente all'estremità anteriore e posteriore della fusoliera. Il progetto prevedeva l'installazione di due motori "in tandem" all'interno della fusoliera, la quale avrebbe dovuto ospitare anche, oltre al pilota (alloggiato all'estremità anteriore, subito dietro l'impennaggio di prua), due passeggeri (seduti dietro i motori).

Pianta del progetto del Caproni Ca.7, da un disegno di Gianni Caproni riprodotto in Gli aeroplani Caproni

L'aereo avrebbe dovuto presentare due eliche spingenti, azionate tramite organi di trasmissione a catena dai motori alloggiati in fusoliera; i due motori erano collegati da innesti a frizione, in modo tale da poter funzionare insieme o separatamente. Proprio per le difficoltà progettuali insite nell'impiego di due propulsori, entrambi alloggiati in fusoliera, di cui uno alla volta avrebbe dovuto poter essere spento, anche in volo, per esigenze di raffreddamento, impedì però la realizzazione dell'aeroplano, che rimase dunque allo stadio di progetto.